# Rolls-Royce Dawn
La Rolls-Royce Dawn è un'autovettura di lusso prodotta dalla casa automobilistica britannica Rolls-Royce Motor Cars dal 2015 ad aprile 2023.

## Profilo

### Nome
Il nome Dawn, che in inglese significa "alba", richiama una delle più famose auto prodotte dalla casa britannica, la Silver Dawn.

### Tecnica
Il motore è un twin-turbo da 6.6 litri V12 con una potenza di 570 CV erogati a 5.250 giri con una coppia di e 780 Nm di coppia a partire da 1.500 giri. La vettura ha una velocità massima limitata di 250 km/h ed un peso di 2560 kg. Accelera da 0 a 100 km all'ora in 4,9 secondi. Il consumo di carburante combinato è di 14,2 litro per 100 km.
Circa l'80% dei pannelli della carrozzeria sono nuovi rispetto alla Wraith.

### Design
La griglia anteriore possiede un disegno incavo leggermente differente rispetto alla Wraith. Il paraurti anteriore è stato esteso di 53 millimetri. Inoltre, la cabriolet inglese ha dei cerchi in lega da 21 pollici.